# Janet Blair
Janet Blair, (Altoona, 1921. április 23. – Santa Monica, 2007. február 19.) amerikai big band énekesnő; népszerű film- és televíziós színésznő. 1940-es években a Hal Kemp Orchestra énekesnője volt.

## Pályafutása
Martha Lafferty művészneve neve a szülőhelyére utal, amely Blair megyében, Pennsylvaniában található. Blair énekesként kezdte az előadóművész pályát a Hal Kemp Bandb énekeseként. A zenekarvezető halála után − aki 1941-ben autóbalesetben hunyt el − aszínészetre váltott. 1941-ben debütált a „Three Girls About Town” című filmmel. A következő években számos női főszerepet kapott a Columbia Picturesnél, ahol szerződése volt.
A vörös hajú színésznő filmes karrierjének fénypontjai közé tartozik a címszerep a My Sister Ellen (1942) című vígjátékban, és Cary Grant partnereként a Pinky and Curly (1944) című filmben.
Mind a Columbia, mind ő maga elégedetlen volt filmes karrierje alakulásával, ezért 1948-ban szerződést bontottak. Blair ezt követően a televíziózott, és számos sorozatban szerepelt. 1950-ben elvállalta például Nellie Forbush főszerepet a South Pacific musicalben, amelyben 1952-ig több mint 1200 alkalommal lépett fel. 
1957-ben (mintegy tíz év után) állt a mozikamera elé a Public Pigeon No. 1 című filmben. Több filmszereplés után olyan televíziós sorozatokban vállalt szerepet, mint például a „The Outer Limits”, a „Love Boat” és a „Fantasy Island”. 1971-ben szerepelt a rövid életű családi sorozatban, a Smith családban Henry Fonda feleségét alakította.

Janet Blair hunyt el a Santa Monicában.

## Albumok
- Flame Out (1959)
- Don't Explain (1959)
- https://adp.library.ucsb.edu/index.php/mastertalent/detail/107146/Blair_Janet

## Filmválogatás
- Three Girls About Town (1941)
- Blondie Goes to College (1942)
- Two Yanks in Trinidad (1942)
- Broadway (1942)
- My Sister Eileen (1942)
- Something to Shout About (1943)
- Once Upon a Time (1944)
- Pinky and Curly (1944)
- Tonight and Every Night (1945)
- Tars and Spars (1946)
- Gallant Journey (1946)
- The Fabulous Dorseys (1947)
- I Love Trouble (1948)
- The Black Arrow (1948)
- The Fuller Brush Man (1948)
- Public Pigeon No. 1 (1957)
- Night of the Eagle (US: Burn, Witch, Burn, 1962)
- Boys' Night Out (1962)
- The One and Only, Genuine, Original Family Band (1968)
- Won Ton Ton, the Dog Who Saved Hollywood (1976)
  - Janet Blair az IMDb-n

## Fordítás
- Ez a szócikk részben vagy egészben  a   Janet Blair című német Wikipédia-szócikk ezen változatának fordításán alapul.  Az eredeti cikk szerkesztőit annak laptörténete sorolja fel. Ez a jelzés csupán a megfogalmazás eredetét és a szerzői jogokat jelzi, nem szolgál a cikkben szereplő információk forrásmegjelöléseként.